# Malcom Filipe Silva de Oliveira
Malcom Filipe Silva de Oliveira (São Paulo, 26 februari 1997) is een Braziliaans voetballer die doorgaans als aanvaller speelt. Hij verruilde Zenit Sint-Petersburg in 2023 voor Al-Hilal. Malcom debuteerde in 2023 voor het Braziliaans elftal.

## Clubcarrière
Malcom komt uit de jeugdopleiding van Corinthians. Hij debuteerde op 27 april 2014 onder voormalig Braziliaans bondscoach Mano Menezes in de Braziliaanse Série A, op de tweede speeldag tegen CR Flamengo. Hij kwam na 71 minuten als invaller op het veld voor Romarinho. Corinthians won het duel met 2-0 dankzij doelpunten van Guilherme en Gil.

## Clubstatistieken
| Seizoen     | Club               | Competitie       | Competitie | Competitie | Competitie | Beker | Beker | Beker | Internationaal | Internationaal | Internationaal | Totaal | Totaal | Totaal |
| Seizoen     | Club               | Competitie       | Wed.       | Dlp.       | Ass.       | Wed.  | Dlp.  | Ass.  | Wed.           | Dlp.           | Ass.           | Wed.   | Dlp.   | Ass.   |
| ----------- | ------------------ | ---------------- | ---------- | ---------- | ---------- | ----- | ----- | ----- | -------------- | -------------- | -------------- | ------ | ------ | ------ |
| 2014        | Corinthians        | Série A          | 20         | 2          | 1          | 0     | 0     | 0     | —              | —              | —              | 20     | 2      | 1      |
| 2015        | Corinthians        | Série A          | 31         | 5          | 4          | 0     | 0     | 0     | 3              | 0              | 0              | 34     | 5      | 4      |
| Club Totaal | Club Totaal        | Club Totaal      | 51         | 7          | 5          | 0     | 0     | 0     | 3              | 0              | 0              | 54     | 7      | 5      |
| 2015/16     | Girondins Bordeaux | Ligue 1          | 12         | 1          | 1          | 1     | 1     | 0     | —              | —              | —              | 13     | 2      | 1      |
| 2016/17     | Girondins Bordeaux | Ligue 1          | 37         | 7          | 5          | 8     | 2     | 2     | —              | —              | —              | 45     | 9      | 7      |
| 2017/18     | Girondins Bordeaux | Ligue 1          | 35         | 12         | 7          | 1     | 0     | 0     | 2              | 0              | 1              | 38     | 12     | 8      |
| Club Totaal | Club Totaal        | Club Totaal      | 84         | 20         | 13         | 10    | 3     | 2     | 2              | 0              | 1              | 96     | 23     | 16     |
| 2018/19     | FC Barcelona       | Primera División | 15         | 1          | 2          | 6     | 2     | 0     | 3              | 1              | 0              | 24     | 4      | 2      |
| Club Totaal | Club Totaal        | Club Totaal      | 15         | 1          | 2          | 6     | 2     | 0     | 3              | 1              | 0              | 24     | 4      | 2      |
| 2019/20     | FK Zenit           | Premjer-Liga     | 12         | 4          | 1          | 3     | 0     | 2     | —              | —              | —              | 15     | 4      | 3      |
| 2020/21     | FK Zenit           | Premjer-Liga     | 21         | 3          | 4          | 1     | 0     | 0     | 3              | 0              | 0              | 25     | 3      | 4      |
| 2021/22     | FK Zenit           | Premjer-Liga     | 24         | 8          | 7          | 3     | 0     | 0     | 8              | 1              | 1              | 35     | 9      | 8      |
| 2022/23     | FK Zenit           | Premjer-Liga     | 17         | 12         | 7          | 6     | 3     | 0     | —              | —              | —              | 23     | 15     | 7      |
| Club Totaal | Club Totaal        | Club Totaal      | 74         | 27         | 19         | 13    | 3     | 2     | 11             | 1              | 1              | 98     | 31     | 22     |
| TOTAAL      | TOTAAL             | TOTAAL           | 224        | 55         | 39         | 29    | 8     | 4     | 19             | 2              | 2              | 272    | 65     | 45     |

## Erelijst
| Competitie                | Aantal      | Jaren       |             |             |
| Corinthians               | Corinthians | Corinthians | Corinthians | Corinthians |
| ------------------------- | ----------- | ----------- | ----------- | ----------- |
| Kampioen Série A          | 1x          | 2015        |             |             |
| FC Barcelona              |             |             |             |             |
| Kampioen Primera División | 1x          | 2018/19     |             |             |
| Supercopa                 | 1x          | 2018        |             |             |

1 Santos ·
2 Gabriel Menino ·
3 Diego Carlos ·
4 Ricardo Graça ·
5 Douglas Luiz ·
6 Guilherme Arana ·
7 Paulinho ·
8 Bruno Guimarães ·
9 Matheus Cunha ·
10 Richarlison ·
11 Antony ·
12 Brenno ·
13 Dani Alves  ·
14 Bruno Fuchs ·
15 Nino ·
16 Abner ·
17 Malcom ·
18 Matheus Henrique ·
19 Reinier ·
20 Claudinho ·
21 Gabriel Martinelli ·
22 Lucão ·
Coach: André Jardine